# 砷唑
砷唑（Arsole），又称“砷杂茂”、“砷杂环戊二烯”，是五元不饱和的含砷杂环化合物，结构上可看作是由吡咯中的氮原子被同族的砷替换而形成。

## 制取
砷唑的衍生物可通过二锂衍生有机物与二氯苯胂作用得到：
通过苯基胂与双炔的加成也可得到：

## 性质
砷唑的芳香性并不明显，大约只有吡咯芳香性的一半。
从光电子能谱上没有发现这类环中砷的电子有离域现象，这个环基本属于双烯结构。另一方面也发现砷唑构型翻转的能垒比一般三烃基胂小，说明砷唑环的平面结构也有一定的稳定性。X射线结构分析表明，9-苯基-9-砷杂芴为平面型，砷具有不规则的角锥构型，其电子对没有与苯环共轭。
砷唑很少以母体杂环的形式存在，常以砷唑衍生物的形式存在。砷唑与苯环稠合时，称为苯并砷唑（benzarsole）。

## 命名
砷唑的英文名称“arsole”是适用于杂环化合物命名的扩展Hantzsch–Widman命名法中给出的系统名称，该名称得到国际纯化学与应用化学联盟（IUPAC）的认可。 其中 ars-（砷杂）是从英文 arsenic（砷）衍生出的前缀，-ole 是用于表示环元数为五的后缀，两者合在一起便得到 arsole。
因与英式英语中骂人的“arsehole”（混蛋）一词发音相近，因而砷唑（arsole）这一化合物常在公众场合被当作笑料提及，它在一般人心目中的娱乐意义也明显超过它的学术意义。
三至九元含砷杂环在该命名法中的系统命名如下：
| 环的元数 | 不饱和杂环 | 饱和杂环   |
| -------- | ---------- | ---------- |
| 3        | Arsirine   | Arsirane   |
| 4        | Arsete     | Arsetane   |
| 5        | Arsole     | Arsolane   |
| 6        | Arsinin(e) | Arsinan(e) |
| 7        | Arsepin(e) | Arsepan(e) |
| 8        | Arsocin(e) | Arsocan(e) |
| 9        | Arsonin(e) | Arsonan(e) |
| 9        | Arsecin(e) | Arsecan(e) |